# Ľudmila Cervanová
Ľudmila Cervanová (Piešťany, 15 ottobre 1979) è un'ex tennista slovacca.

## Statistiche WTA

### Singolare

#### Sconfitte (2)
| Legenda: Prima del 2009 |
| ----------------------- |
| Grande Slam (0)         |
| WTA Championships (0)   |
| Tier I (0)              |
| Tier II (0)             |
| Tier III (1)            |
| Tier IV (0)             |
| Tier V (1)              |

| N. | Data             | Torneo                                               | Superficie  | Avversaria in finale | Punteggio     |
| 1. | 5 aprile 2004    | Grand Prix SAR La Princesse Lalla Meryem, Casablanca | Terra rossa | Émilie Loit          | 6-2, 6-2      |
| 2. | 21 febbraio 2005 | Abierto Mexicano Telcel, Acapulco                    | Terra rossa | Flavia Pennetta      | 3–6, 7–5, 6–3 |

## Statistiche ITF

### Singolare

#### Vittorie (7)
| Torneo $100.000 (0) |
| Torneo $80.000 (0)  |
| Torneo $75.000 (1)  |
| Torneo $60.000 (0)  |
| Torneo $50.000 (0)  |
| Torneo $25.000 (1)  |
| Torneo $15.000 (0)  |
| Torneo $10.000 (5)  |

| N. | Data              | Torneo      | Superficie  | Avversaria in finale | Punteggio     |
| 1. | 21 settembre 1997 | Zaravecchia | Terra rossa | Katarina Srebotnik   | 6–4, 6–2      |
| 2. | 30 novembre 1997  | Campinas    | Cemento     | Ingrid Kurta         | 6–0, 6–0      |
| 3. | 4 maggio 1998     | Prešov      | Terra rossa | Stanislava Hrozenská | 6–2, 6–0      |
| 4. | 17 maggio 1998    | Nitra       | Terra rossa | Rita Kuti-Kis        | 5–7, 6–4, 7–6 |
| 5. | 7 giugno 1998     | Bytom       | Terra rossa | Sophie Georges       | 6–3, 6–0      |
| 6. | 29 giugno 1998    | Stoccarda   | Terra rossa | Sandra Klösel        | 6–2, 7–5      |
| 7. | 15 ottobre 2000   | Poitiers    | Cemento (i) | Iva Majoli           | 4–6, 6–3, 6–2 |

### Doppio

#### Vittorie (7)
| Torneo $100.000 (0) |
| Torneo $80.000 (0)  |
| Torneo $75.000 (0)  |
| Torneo $60.000 (0)  |
| Torneo $50.000 (1)  |
| Torneo $25.000 (2)  |
| Torneo $15.000 (0)  |
| Torneo $10.000 (4)  |

| N. | Data              | Torneo                                          | Superficie    | Compagna             | Avversarie in finale                             | Punteggio         |
| 1. | 23 giugno 1996    | Doksy                                           | Terra battuta | Michaela Hasanová    | Nikola Hübnerová Michaela Paštiková              | 6–7, 7–6, 7–5     |
| 2. | 15 settembre 1996 | Zara                                            | Terra battuta | Zuzana Váleková      | Blanka Kumbárová Petra Plačková                  | 6–3, 6–4          |
| 3. | 23 giugno 1997    | Plzeň                                           | Terra battuta | Zuzana Váleková      | Petra Raclavská Eva Krejčová                     | 5–7, 6–1, 6–2     |
| 4. | 19 settembre 1999 | Otočec                                          | Terra battuta | Andrea Šebová        | Syna Schreiber Melanie Schnell                   | 6–3, 6–4          |
| 5. | 29 luglio 2002    | Open Saint-Gaudens Midi Pyrénées, Saint-Gaudens | Terra battuta | Stanislava Hrozenská | Sarah Stone Samantha Stosur                      | 7–6(5), 6–4       |
| 6. | 17 marzo 2003     | Castellón de la Plana                           | Terra battuta | Stanislava Hrozenská | Rosa María Andrés Rodríguez Mariam Ramón Climent | 4–6, 6–3, 6–0     |
| 7. | 4 agosto 2008     | Vienna                                          | Terra battuta | Katarína Maráčková   | Nikola Hofmanová Laura Ioana Paar                | 0–6, 6–3, [13–11] |

#### Finali perse (9)
| N. | Data              | Torneo                        | Superficie    | Compagna           | Avversarie in finale                             | Punteggio        |
| 1. | 13 maggio 1996    | Prešov                        | Terra battuta | Martina Nedelková  | Monika Maštalířová Teodora Nedeva                | 4–6, 3–6         |
| 2. | 25 agosto 1996    | Valašské Meziříčí             | Terra battuta | Zuzana Váleková    | Gabriela Chmelinová Sabine Radevicová            | 7–6, 3–6, 3–6    |
| 3. | 22 settembre 1996 | Zaravecchia                   | Terra battuta | Zuzana Váleková    | Michaela Hasanová Martina Nedelková              | 6–2, 4–6, 5–7    |
| 4. | 17 novembre 1996  | São Paulo                     | Terra battuta | Zuzana Váleková    | Cara Black Irina Seljutina                       | 6–4, 4–6, 3–6    |
| 5. | 19 ottobre 1997   | Nicosia                       | Terra battuta | Eva Krejčová       | Katia Altilia Charlotte Aagaard                  | 4–6, 5–7         |
| 6. | 23 marzo 1998     | Macarsca                      | Terra battuta | Zuzana Váleková    | Jelena Kostanić Tošić Katarina Srebotnik         | 3–6, 1–6         |
| 7. | 7 giugno 1998     | Bytom                         | Terra battuta | Janette Husárová   | Rosa María Andrés Rodríguez Mariam Ramón Climent | 3–6, 3–6         |
| 8. | 28 settembre 1998 | Salonicco                     | Terra battuta | Magdalena Kučerová | Eléni Daniilídou Christína Papadáki              | 6–7(5), 6–4, 5–7 |
| 9. | 20 dicembre 1998  | Zentiva Czech Open, Průhonice | Sintetico (i) | Magdalena Kučerová | Eva Melicharová Helena Vildová                   | 6–4, 3–6, 4–6    |

## Risultati in progressione
| Sigla | Risultato               |
| ----- | ----------------------- |
| V     | Vincitore               |
| F     | Finalista               |
| SF    | Semifinalista           |
| O     | Oro olimpico            |
| A     | Argento olimpico        |
| SF    | Bronzo olimpico         |
| QF    | Quarti di Finale        |
| 4T    | Quarto turno            |
| 3T    | Terzo turno             |
| 2T    | Secondo turno           |
| 1T    | Primo turno             |
| RR    | Round Robin             |
| LQ    | Turno di qualificazione |
| A     | Assente                 |
| ND    | Non disputato           |

| Legenda superfici    |
| -------------------- |
| Cemento              |
| Terra battuta        |
| Erba                 |
| Superficie variabile |

### Singolare nei tornei del Grande Slam
| Torneo          | 1999 | 2000 | 2001 | 2002 | 2003 | 2004 | 2005 | 2006 | 2007 | 2008 | 2009 | 2010 |
| --------------- | ---- | ---- | ---- | ---- | ---- | ---- | ---- | ---- | ---- | ---- | ---- | ---- |
| Australian Open | A    | 1T   | A    | 1T   | 2T   | 2T   | 1T   | A    | A    | A    | A    | A    |
| Open di Francia | 1T   | A    | 1T   | 3T   | 2T   | 1T   | 2T   | A    | A    | A    | A    | A    |
| Wimbledon       | 1T   | A    | 2T   | 1T   | 1T   | 3T   | 1T   | A    | A    | A    | A    | A    |
| US Open         | 1T   | 1T   | 1T   | 1T   | 2T   | 1T   | A    | A    | A    | A    | A    | A    |

### Doppio nei tornei del Grande Slam
| Torneo          | 1999 | 2000 | 2001 | 2002 | 2003 | 2004 | 2005 | 2006 | 2007 | 2008 | 2009 | 2010 |
| --------------- | ---- | ---- | ---- | ---- | ---- | ---- | ---- | ---- | ---- | ---- | ---- | ---- |
| Australian Open | A    | A    | A    | A    | A    | A    | A    | A    | A    | A    | A    | A    |
| Open di Francia | A    | A    | A    | A    | A    | A    | 1T   | A    | A    | A    | A    | A    |
| Wimbledon       | A    | A    | A    | A    | A    | A    | 1T   | A    | A    | A    | A    | A    |
| US Open         | A    | A    | A    | A    | A    | A    | A    | A    | A    | A    | A    | A    |

### Doppio misto nei tornei del Grande Slam
Nessuna partecipazione

## Vittorie contro giocatrici Top 10
| Stagione | 1999 | Totale |
| Vittorie | 1    | 1      |

| #    | Giocatrice   | Ranking | Evento                             | Superficie  | Turno | Punteggio | Rank. LCR |
| ---- | ------------ | ------- | ---------------------------------- | ----------- | ----- | --------- | --------- |
| 1999 |              |         |                                    |             |       |           |           |
| 1.   | Jana Novotná | 4       | Westel 900 Budapest Open, Budapest | Terra rossa | 1T    | 6-4, 6-3  | 111       |